# 사막이구아나
사막 이구아나(영어: desert iguana)는 미국 남서부와 멕시코 북서부 소노라 사막과 모하비 사막의 가장 흔한 도마뱀 중 하나이다. 사막 이구아나들은 또한 칼리포르니아만의 몇몇 섬에 분포한다. 색깔은 대부분 회색과 황갈색이다.